# Ezeriș
Ezeriș (in ungherese Ezeres) è un comune della Romania di 1347 abitanti, ubicato nel distretto di Caraș-Severin, nella regione storica del Banato.
Il comune è formato dall'unione di 2 villaggi: Ezeriș e Soceni.